# Оптикс
„Оптикс“ АД е българска компания в сектора на оптичното производство, специализирана в производството на оптикомеханични и оптикоелектронни възли и изделия.
Компанията извършва целия производствен процес – от проектиране и реализиране на прототипи до серийно производство на елементи, възли и уреди.

## История
Фирмата е създадена през юли 1998 година като акционерно дружество със 100 % частен капитал, а през 1999 г. започва собствено производство.
През 2000 г. се изграждат цехове за сферична и микро-оптика.
През 2001 г. се създават дъщерните фирми OPTIX-UK (Лондон) и OPTIX-BD (Берлин).
През 2002 г. фирмата е сертифицирана по ISO 9001:2000 от TÜF Cert. В село Попинци е създаден цех за производство на конвенционална оптика.
През 2003 г. конструкторското звено на фирмата започва разработването на уреди за нощно виждане.
През 2004 година се създава съвместно предприятие за производство на ендоскопи в сътрудничество с две водещи фирми от Германия в областта на оптиката и медицината. Това нарежда България сред 10-те страни в света производители на ендоскопска техника.
През 2005 г. фирмата въвежда система за управление „ABAS“ ERP. Печели конкурса за „Иновативно предприятие“.
През 2006 г. получава НАТО сертификата AQAP 2110. Печели приза на Агенцията по Инвестиции за „Инвеститор на годината“ в областта на високите технологии.
През 2007 г. става една от първите компании в Европа въвела интегрирана система за управление, включваща следните стандарти: ISO 9001, ISO 14001, ISO 27001, OHSAS 18001, AQAP 2110.
През 2009 г. фирмата открива Технологичен парк „ОПТИКС“. През 2009 г. са конструирани и разработени Термовизионни системи за стационарно наблюдение.
През 2010 г. се изгражда Интегрирана система за наблюдение и защита на черноморската граница на Република България „Синя“ граница от консорциум АТО, чийто член е ОПТИКС АД. Тя подсигурява българската гранична полиция с всички необходими за морските операции средства – да засича, идентифицира и проследява морски плавателни съдове и други нелегално преминаващи нарушители в зоната на тяхната отговорност.
През 2011 г. е реализирана Стационарна термовизионна система за наблюдение с отдалечен пулт за управление и контрол.
През 2013 г. ОПТИКС печели проект за гранична сигурност на Република Сърбия по програма IPA, включващ модернизация на 22 контролно-пропускателни пункта на територията на Република Сърбия и разработка и доставка на 10 мобилни системи за наблюдение.
През 2014 г. е изградена Периметрова охрана, видеонаблюдение и контрол на достъпа на територията на военно формирование 52370 – Негушево, като на отделните подсистеми са присвоени стокови номера по НАТО. През същата година е стартирала разработката на Интегрирана система за ранно откриване на пожари .
През 2015 г. за нуждите на ГД ПБЗН към МВР „ОПТИКС“ разработва и доставя пожарни автомобили за ранно откриване на пожари и с функции за гасене. През същата година изгражда Интегрирана противопожарна система на територията на ЮЗДП Благоевград.
На 18 януари 2016 г. „ОПТИКС“ е номинирана в консорциум SAFESHORE за изпълнение на проект по „Хоризонт 2020“ в сферата на сигурността. През 2016 година „ОПТИКС“ открива нова промишлена сграда на развойна дейност на територията на Технологичен парк „ОПТИКС“ .
През 2017 г. ОПТИКС открива нова производствена площадка в гр. Стрелча . Получава приз „Национален шампион“ за България от Европейските бизнес награди. През същата година изгражда, интегрира и пуска в експлоатация три броя стационарни постове за техническо наблюдение за нуждите на НСГП към МВР на Република България.
На 5 февруари 2018 година ОПТИКС открива Стрелбищен комплекс „ОПТИКС“ .

## Производство
ОПТИКС АД е единственото предприятие в България, което разработва и произвежда цялата гама специална оптика и напълно завършени интегрирани системи за нуждите на армията и полицията:
- Късо, средно и дългообхватни охлаждаеми / неохлаждаеми високо чувствителни термовизионни камери;[1]
- Термовизионни прицели;
- Термовизионни приставки;
- Късо, средно и дългообхватни цветни SD / HD камери;
- Очила и бинокли за нощно виждане;
- Нощни и дневни прицели;
- Стационарни и мобилни интегрирани системи за високоефективно наблюдение и сигурност;
- Интегрирани системи за високоефективно наблюдение, сигурност и S&R, базирани на плавателни съдове;
- Мобилни командни пунктове и Специализирани спасителни системи за изпълнение на високонадеждни дейности;
- Интегрирани системи за ранно откриване на пожари;
- Специализиран софтуер за интегрирано управление;